# Collegiata dei Santi Leonardo e Cassia
La collegiata dei Santi Leonardo e Cassia è il principale luogo di culto cattolico di San Casciano dei Bagni, in provincia di Siena, sede della parrocchia di San Cassiano appartenente alla diocesi di Montepulciano-Chiusi-Pienza.

## Storia
La collegiata è da considerarsi l'erede della "pieve de Balneo", ricordata fin dall'inizio dell'XI secolo. I caratteri due-trecenteschi della chiesa attuale fanno pensare a una sua probabile costruzione (o ricostruzione) all'interno del castello cresciuto di importanza.  Nel corso dei secoli la chiesa ha più volte mutato sia la struttura architettonica, sia l'organizzazione ecclesiastica che la governava. Inizialmente era retta da quattro sacerdoti detti pensionieri di San Guglielmo, in quanto dipendevano da un convento di frati guglielmiti posto nei pressi della località Acerona. La dedicazione della chiesa a san Leonardo abate va forse ricercata proprio alla venerazione del santo presso il convento dell'Acerona.
Nel 1618 la chiesa venne elevata al rango di collegiata, con un Capitolo di sette sacerdoti: l'arciprete, che era la massima dignità capitolare, e sei canonici, nominati dalla comunità che aveva il giuspadronato della chiesa. Oltre ai canonicati, ai quali si aggiunse in seguito quello della Desponsazione di Cristo, esistevano anche cinque benefizi, di patronato di alcune illustri famiglie sancascianesi, le quali provvedevano per proprio conto a nominare i sacerdoti che ne avrebbero assunto la titolarità.
Nella sua forma originaria la chiesa doveva essere disposta secondo l'asse ovest-est, in luogo dell'attuale sud-nord, con ingresso sul lato occupato oggi dall'oratorio di Sant'Antonio, come testimonia il ritrovamento dell'attuale portale proprio su quel lato, lo stile utilizzato era senz'altro quello gotico, con abbondanza di elementi di travertino lavorato, come testimoniano, oltre il portale, resti di cornici e colonne. In seguito le fu dato l'orientamento attuale, probabilmente nel XVI secolo, quando fu fondata la compagnia di Sant'Antonio ed edificata la relativa chiesa. Il campanile in pietra fu edificato nel 1606.

## Descrizione

### Esterno
La facciata gotica della chiesa ha il prospetto definito da lesene angolari e coronato da una semplice cornice. Il grande portale, fortemente strombato, è riccamente decorato con motivi vegetali, soprattutto nei capitelli sui quali si imposta il grande arco a sesto acuto. Al di sopra del portale è presente un rosone rappresentante San Leonardo. Ha altri due ingressi ai lati del portale.
Il campanile è dotato di orologio e di 6 campane di cui 5 a slancio e 1 a martello:
| Nome                 | Dedicatario             | Fonditore | Fusione            |
| -------------------- | ----------------------- | --------- | ------------------ |
| Campanone            | San Cassiano            | ?         | XV secolo          |
| Mezzana              | San Leonardo            | ?         | XVII secolo e 1835 |
| Viola                | Esaltazione della Croce | ?         | XVII secolo e 1835 |
| Violina              | Madonna Addolorata      | Marinelli | 1860               |
| Campana del Capitolo | -                       | ?         | 1305               |
| Campanella           | Assunzione di Maria     | ?         | 1340               |

### Interno

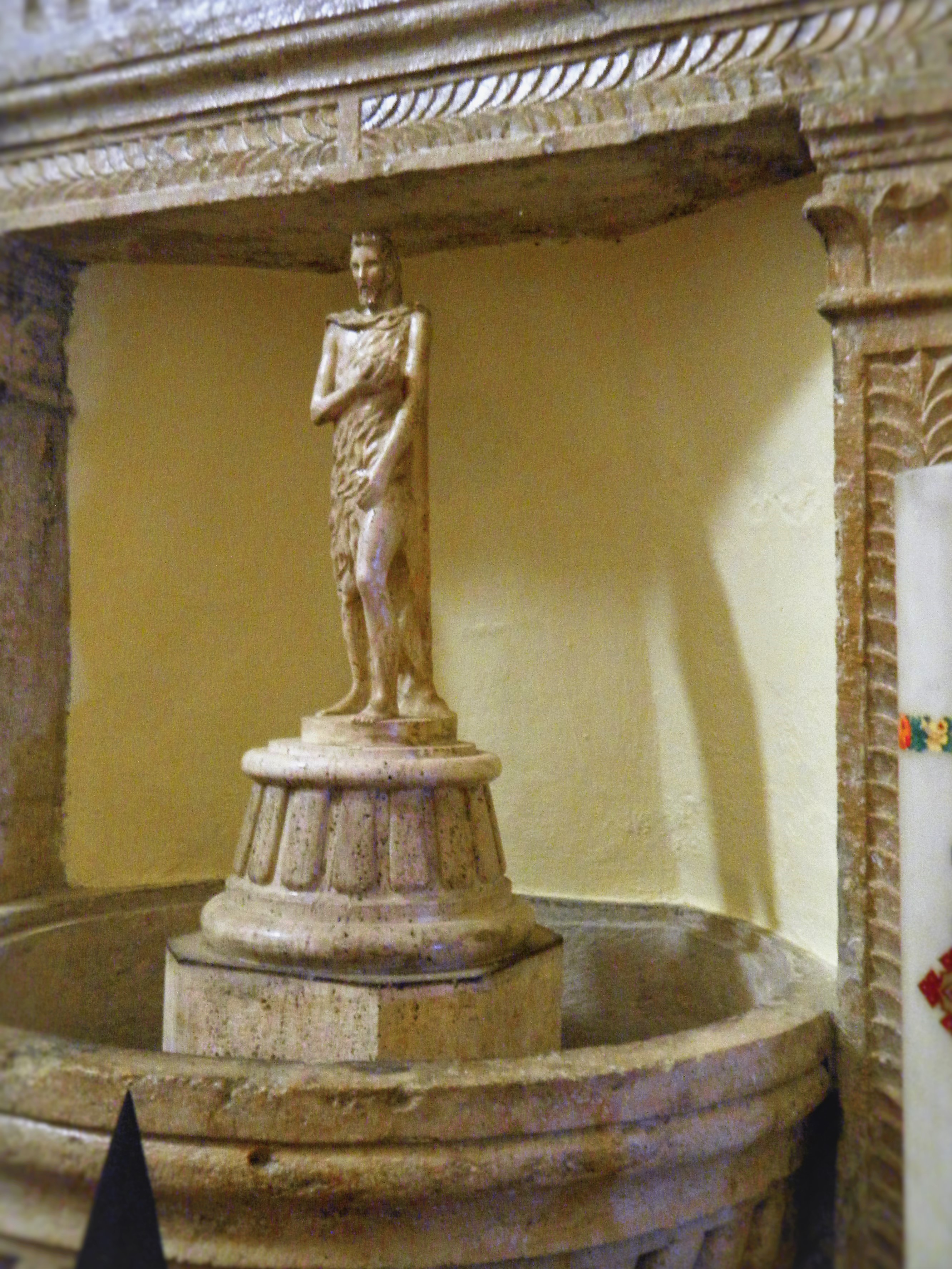
Il fonte battesimale

Internamente la collegiata presenta una struttura a tre navate coperte con volte a botte, delle quali quella centrale terminante con un'ampia abside semicircolare. Conta quattro altari laterali: quello della Madonna del Carmine nella navata di sinistra, quello della Santa Croce nella navata di destra, quello della Madonna del Rosario nella cappella alla sinistra dell'abside e quello del Sacro Cuore di Gesù nella cappella alla destra della stessa. Il presbiterio è cinto da una balaustra in travertino ed ospita l'altare maggiore, realizzato nel medesimo materiale, affiancato da due grandi angeli lignei cerofori. La pala è opera di Pietro di Francesco Orioli e raffigura l'Incoronazione della Vergine e santi (1490 circa). Alle sue spalle, il coro ligneo del XVII secolo.
Le pareti della collegiata sono ornate da tele di grandi dimensioni, quali: San Sebastiano, San Michele Arcangelo, Battesimo di Gesù, Fuga in Egitto, Vergine con Santi, San Bartolomeo. A destra del portale si trova un fonte battesimale di travertino, cinto da una cancellata in ferro battuto e sormontato dalla statua di San Giovanni Battista.

### Organo a canne
Sulla cantoria alla sinistra del presbiterio si trova l'organo a canne, costruito nel 1854 dalla famiglia Paoli di Campi Bisenzio e fino alla metà del XX secolo situato in controfacciata.
Lo strumento è alloggiato all'interno di una cassa lignea, il cui prospetto è inquadrato da lesene e da una trabeazione con cornici modanate. La mostra è composta da 25 canne di stagno del principale di 8'; al di sotto di essa si trova la consolle, con unica tastiera e pedaliera, sormontata dal somiere della Fisarmonica, dotato di coperchio apribile, con i risuonatori contenenti le relative ance libere. I registri sono azionati tiranti a pomello disposti in tre colonne verticali alla destra della consolle stessa.
Il sistema di trasmissione è integralmente meccanico e l'organo conta 26 registri.